# Cupido Electrónico
Cupido Electrónico é uma sitcom luso-brasileira da autoria de Jayme Camargo e com direcção de Cecil Thiré em 1992, mas só emitida em 1993 na RTP1. Foi reposta na RTP Memória aos sábados à tarde, entre 2004 e 2005, em 2009, aos sábados de manhã em 2011 e às terças-feiras à tarde em 2012.

## Sinopse
Nenete (Tônia Carrero) é uma famosa estilista brasileira, especializada em vestidos de noiva e dona de uma agência matrimonial no Rio de Janeiro. Após descobrir uma traição do marido, Nenete pede o divórcio. Mas o seu marido, Antunes (Antônio Abujamra), tinha incluído uma cláusula no contrato da empresa, que proíbe a mulher de abrir qualquer boutique de alta costura para noivas no Brasil. Nenete enfrenta-o e resolve tentar a sorte em Portugal.
Fazendo-se acompanhar pelo seu costureiro Roberto (José de Abreu), com quem mantém uma amizade colorida, Nenete abre uma loja num movimentado shopping de Cascais. O gerente do shopping é Cardoso (Joaquim Rosa), antigo admirador de Nenete, que a recebe com todo o esmero. Para não perder as regalias que Cardoso lhe oferece, Nenete esconde dele o seu caso com Roberto, e este comporta-se como se fosse homossexual.
Quem não fica nada satisfeita com a vinda de Nenete para Portugal é Balbina (Luísa Barbosa), irmã de Cardoso. Há alguns anos atrás, ela conseguira separar o seu irmão de Nenete e, de um dia para o outro, tudo parece ter voltado à estaca zero. Balbina promete, então, fazer tudo para impedir que o irmão volte a ter um caso com a “sirigaita brasileira”. Com a ajuda dos afilhados Lurdes (Rita Blanco) e Nuno (Nuno Melo), Balbina cria vários planos para sabotar o sucesso da Maison Nenete…

## Episódios
- 01. Fado Antigo
- 02. Ser ou não ser
- 03. 2 noivas para 2 irmãos
- 04. Noivo à força
- 05. Amor a quanto obrigas
- 06. Adivinhe quem vem para casar
- 07. A prova do costureiro
- 08. O conto do vigário
- 09. Toma que o filho é teu
- 10. O noivo da Balbina
- 11. Terramoto espanhol
- 12. A Miss Shopping
- 13. A volta do Antunes
- 14. A ‘maison’ assombrada
- 15. Nas asas do dinheiro
- 16. Vírus informático
- 17. Promoção especial
- 18. A concorrente
- 19. Dor de cotovelo
- 20. O dono do shopping
- 21. Noiva das arábias
- 22. O marketing do Cardoso
- 23. Carnaval à italiana
- 24. Estilistas à força
- 25. A roupa do rei
- 26. O irmão do Betinho

## Elenco

### Elenco principal
- Tônia Carrero (†) - Antonieta de Souza (Nenete)
- Luísa Barbosa (†) - Balbina Cardoso
- Joaquim Rosa (†) - Paulo Narciso Cardoso
- Nuno Melo (†) - Nuno Artur
- José de Abreu - Roberto Ribeiro (Betinho)
- Rita Blanco - Maria de Lurdes Abrantes

(†) Actor falecido/a

### Elenco secundário ou convidado
- Nancy Hoff – Denise
- Antônio Abujamra (†) – Antunes
- Simon Khoury
- Thelma Reston (†) – Antónia
- Luís de Lima (†) – Zé Marimbondo e Giuseppe
- Mara Castilho – Joujou
- Carla Souza Lima
- Marcos Wainberg – Hans
- Anselmo Vasconcelos – Ricardo
- Jorge Moreira – Carlos Nunes
- Ângela Vieira – Mercedez
- Amadeu Celestino – Adriano Lincoln
- Vera Barbosa – Valdete
- Mozart Régis
- Fernanda Lobo (†)
- Luís Filipe de Lima – Célio Barroso
- Marcela Altberg – Lúcia
- Cecil Thiré (†) – Batalha
- Cynthia Grillo – Leninha
- Ibañez Filho – Sheik Mohamed Beabah
- Renata Fronzi (†) – Condessa Antonella Fanfarrone
- Leonardo José – Renato
- Kakau Balbino
- Jane Bezerra